# 聖ゲオルギオス
ゲオルギオス（Georgios）、あるいはジェルジオは、キリスト教（正教会・非カルケドン派・カトリック教会・聖公会・ルーテル教会）の聖人の一人。古代ローマ末期の殉教者。ドラゴン退治の伝説でも有名である。キリスト教の聖人伝説をまとめた『黄金伝説』には数多くのドラゴン退治物語が記載されており、聖ゲオルギオス伝承もその中に記載されている。
ゲオルギウス、ジェルジオ、ゲオルギイ（その他、ゲオロギウス、ギオロギウスなど）とも表記される。正教会では聖大致命者凱旋者ゲオルギイと呼ばれる。日本のカトリック教会では聖ジェルジオ殉教者（ジェオルジオ殉教者）、と表記されている。

## 名称
「ゲオルギオス」はギリシア語に由来し、その原義は「大地（geo）で働く（erg）人」、即ち「農夫」を意味する。
時代、地域によって様々な音写・転写や訛化が存在する。
- 古代ギリシア語 - ゲオルギオス Γεώργιος（現代ギリシア語ではイェオルイオスとも転写し得る。ヨルゴス Giorgosはこの変形）
- 古典アラビア語 - ジルジス جرجس
- イタリア語 - ジョルジョ Giorgio
- 英語 - ジョージ George
- ポルトガル語 - ジョルジェ Jorge
- スペイン語 - ホルヘ Jorge
- カタルーニャ語 - ジョルディ Jordi
- ドイツ語 - ゲオルク Georg（イェルク Jerg, Jörg やユルゲン Jürgenはこの変形）
- フランス語 - ジョルジュ Georges
- ラテン語 - ゲオルギウス Georgius
- ロシア語 - ゲオルギー Георгий（ユーリイ Юрийはこの変形）
- リトアニア語 - ユルギス Jurgis
- グルジア語 - ギオルギ გიორგი

## 生涯

### 概略
ゲオルギオスの生涯ははっきりしないが、伝えられているところに依れば、3世紀後半にパレスチナのリュッダでギリシャ系貴族のキリスト教徒の家庭に生まれた。彼の父親はローマ軍人で、彼も小アジア（現在のトルコ）のニコメディアで軍人となったという。
ディオクレティアヌス帝は302年にローマ軍のキリスト教徒をすべて逮捕してローマの神々に捧げなければならないという政令を発し、ゲオルギウスも逮捕されて棄教を強要されるが、棄教せずに殉教したといわれている。

### 伝説：竜の退治

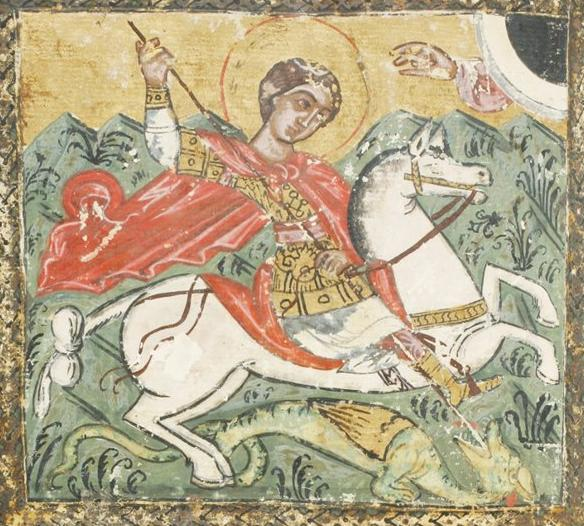
中世のジョージアで描かれたイコン

伝説の成立は11世紀から12世紀頃のジョージアといわれる。
カッパドキアのセルビオス (Selbios) 王の首府ラシア (Lasia) 付近に、毒気は振りまく、人には咬み付く、という巨大な悪竜がいた。人々は、毎日2匹ずつの羊を生け贄にすることで、何とかその災厄から逃れることとなったのだが、それが通用するのはそんなに長い時間のことではなかった。羊を全て捧げてしまった人々は、とうとう、人間を生け贄として差し出すこととなった。そのくじに当たったのは、偶然にも王の娘であった。王は城中の宝石を差し出すことで逃れようとしたが、もちろんそんなものでごまかせるはずはなかった。そのかわりに8日間の猶予を得た。
そこにゲオルギオスが通りかかった。彼は毒竜の話を聞き「よし、私が助けてあげましょう」と出掛けていった。
ゲオルギオスは生贄の行列の先にたち、竜に対峙した。竜は毒の息を吐いてゲオルギオスを殺そうとしたが開いた口に槍を刺されて倒れた。ゲオルギオスは姫の帯を借り、それを竜の首に付けて犬か馬のように村まで連れてきてしまった。大騒ぎになったところで、ゲオルギオスは言い放った。
「キリスト教徒になると約束しなさい。そうしたら、この竜を殺してあげましょう」
こうして、異教の村はキリスト教の教えを受け入れた。

### 殉教
ゲオルギオスはキリスト教を嫌う異教徒の王に捕らえられ、鞭打ち・刃のついた車輪での磔、煮えたぎった鉛での釜茹でなどの拷問を受けるが、神の加護によって無事であった。
王は異教の神殿でゲオルギオスに棄教を迫るが、ゲオルギオスの祈りによって神殿は倒壊する。しかも、王妃までもがゲオルギオスの信念に打たれキリスト教に改宗しようとしたため、自尊心を傷つけられた王は怒りに駆られた。
王妃は夫であった王の命令によりゲオルギオスの目の前で見せしめとして惨殺されるが、死の間際「私は洗礼を受けておりません」と訴えた。ゲオルギオスが王妃の信仰の厚さを祝福し「妹よ、貴方が今流すその血が洗礼となるのです」と答えると、天国を約束された王妃は満足げに息を引き取ったと言う。
ゲオルギオス本人も斬首され、殉教者となった。

## 崇敬

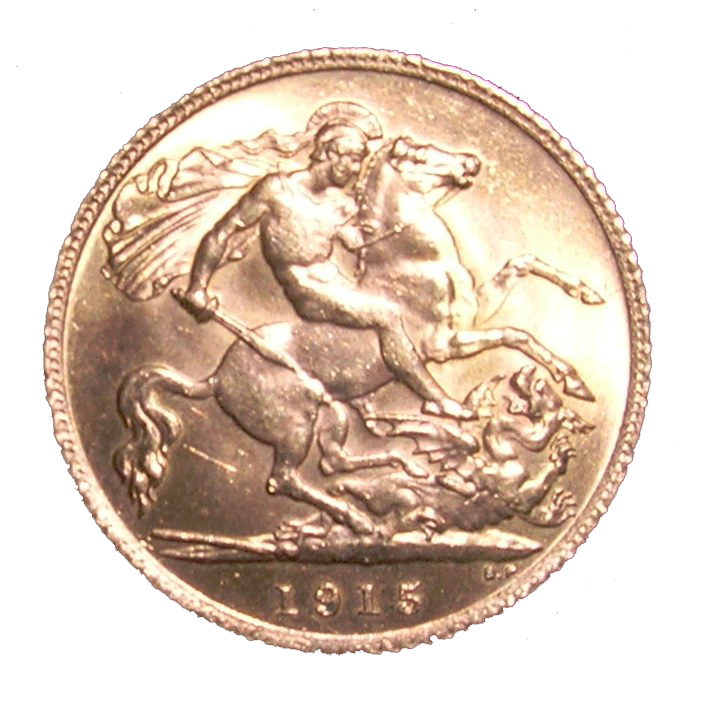
英国の半ソブリン金貨

モスクワ市章

ギリシャ陸軍旗

イギリスを構成するイングランドやコーカサス地方のジョージア、ロシアのモスクワの守護聖人で、西方では十四救難聖人の一人に数えられる。生地はカッパドキアとする伝説が一般的だが、リュッダとする伝説もある。彼は洋の東西を問わず、兵士・兵器工・旅行者・農民の守護聖人として愛されており、メロヴィング朝の系図は、彼の子を祖としているほどである。
祝日は4月23日だが、ブルガリアやジョージア・ロシア・北マケドニア・セルビア・モンテネグロでは5月6日（ユリウス暦4月23日）であり、特にブルガリアではこの日に家畜の放牧を始めるとともにヨーグルトを家々で作り始める日となっていて祝日にもなっている。また竜の奇跡の記念日は10月27日。
彼の姿を描いた最古の絵は10世紀の東方のものとされているが、アルブレヒト・デューラー、ドナテッロ、ラファエロ・サンティなど多くのルネサンス美術にも登場する。彼の象徴は、赤色十字旗と竜であり、白馬にまたがる姿が多い。
イギリスでは19世紀以降、ソブリン金貨、クラウン銀貨に竜を退治する聖ゲオルギオスの姿が描かれている。白地に赤い十字の図案「セント・ジョージ・クロス（聖ゲオルギウス十字）」はイングランドの国旗に採用され、イギリスの国旗の一部として、現在も目にする機会が多い。
正教会の諸国でも聖ゲオルギオスは使用され、ジョージアの国章やロシアの国章、モスクワの市章および市旗や、ギリシャ陸軍の軍旗も聖ゲオルギオスの図案を採用している。

## 関連書籍
- 『聖人と竜  ―  図説　聖ゲオルギウス伝説とその起源』2017年
  - 著者：高橋輝和
  - 発行：八坂書房
  - ISBN 978-4-89694-241-5